# Duilio Marzio
Duilio Marzio, né le 27 novembre 1923 à Buenos Aires et mort le 25 juillet 2013 dans la même ville, est un acteur de cinéma et de théâtre argentin.

## Biographie
De son nom de naissance Duilio Bruno Perruccio La Stella, il est le fils d'immigrants siciliens. Après des études de droit suivies à l'Université de Buenos Aires, il se tourne vers le théâtre et décroche son premier rôle aux côtés de Paulina Singerman dans Fin de semana (Week-end) d'Antonio Cunill Cabanellas en 1949. Son amitié avec Pepe Soriano est déterminante et lui fait embrasser une carrière d'acteur, malgré l'opposition de son père. 
Parmi ses premiers rôles, il partage la scène avec Diana Maggi dans La Tigra du réalisateur Leopoldo Torre Nilsson, pour lequel il figure aussi au casting de La caída (La Chute) en 1959.  
Il bénéficie pendant deux ans de l'enseignement de Lee Strasberg, fondateur et directeur du Lee Strasberg Theatre and Film Institute de New York en 1960. Il est l'unique acteur argentin à avoir reçu cet honneur.
De retour en Argentine, il joue dans Operación G de Ralph Pappier et Paula cautiva de Fernando Ayala avec l'actrice Susana Freyre, respectivement en 1962 et 1963. Il apparaît dans son propre rôle dans l'adaptation cinématographique de Cette étrange tendresse de l'écrivain français Guy des Cars, réalisé par Daniel Tinayre en 1964. S'ensuit un retrait pendant dix ans jusqu'en 1974 et la crise dans la production de films sous la dictature instaurée en 1976 prolonge son absence sur la scène cinématographique et théâtrale.
Sa carrière au cinéma reprend en 1986 lorsqu'il figure au casting de Pobre mariposa (Poor Butterfly) de Raúl de la Torre et joue aux côtés de l'acteur américain Don Stroud dans la production américano-argentine du film Two to Tango en 1988. Il est aussi présent dans l'adaptation de La Peste d'Albert Camus réalisée par  Luis Puenzo en 1992, avec l'actrice française Dominique Sanda.
Il interprète l'écrivain Jorge Luis Borges dans Borges y Perón de Enrique Estrazula, ce qui lui vaut l'obtention d'un ACE Awards (en) en 1998. 
Dans les années 2000, il figure notamment au casting du drame historique Las manos d'Alejandro Doria en 2006. Marzio poursuit également sa carrière au théâtre et décroche un second ACE Award en 2009 pour sa participation dans l'adaptation théâtrale de The Last Encounter de l'écrivain hongrois Sándor Márai. 
Il subit un pontage coronarien en juin 2013, mais décède un mois plus tard, le 25 juillet 2013 dans la capitale, âgé de 89 ans. Il est enterré au cimetière Chacarita de Buenos Aires.

## Rôles comme acteur (cinéma et théâtre)
- 1954 : Días de odio
- 1954 : La Tigra : Luis
- 1955 : Sinfonía de juventud
- 1955 : El amor nunca muere
- 1955 : La Tierra del Fuego se apaga
- 1955 : El curandero
- 1955 : Ayer fue primavera
- 1956 : Marta Ferrari
- 1956 : Surcos en el mar
- 1956 : Edad difícil
- 1957 : Todo sea para bien
- 1958 : El jefe
- 1958 : Le Conquérant solitaire
- 1958 : En la ardiente oscuridad
- 1959 : El candidato
- 1959 : La Chute : José María
- 1959 : Le Bel homme du 900 : Clemente Ordóñez
- 1960 : Sábado a la noche, cine
- 1960 : Plaza Huincul (Pozo Uno)
- 1962 : A puerta cerrada
- 1962 : Operación G
- 1963 : Paula cautiva : Sutton
- 1965 : La revanche d'Ivanhoe : Cédric de Hastings
- 1965 : Las chicas (série télévisée) : invité
- 1965 : Show Standard Electric (mini-série télévisée)
- 1965 : Show Rambler (TV)
- 1966 : Moi d'abord
- 1966 : A orillas del gran silencio (TV)
- 1968 : Turismo de carretera
- 1971 : Alta comedia (série télévisée)
- 1972 : Malevo (série télévisée) : Ferrari
- 1975 : La Raulito : docteur
- 1975 : El inquisidor : Dr. Carlos Herrera
- 1981 : Navidad en el año 2000 (série télévisée) : Dr. Bartlet
- 1982 : Cien días de Ana (série télévisée) : le père d'Ana (épisode 1)
- 1986 : Pobre mariposa
- 1988 : Two to Tango : Paulino Velasco
- 1990 : Guerriers et Captives : Maître Pacheco
- 1990 : Una voz en el teléfono (série télévisée) : Guido
- 1992 : La peste : le juge Orbon
- 1992 : Corazones de fuego (série télévisée) : Alfredo Nicholson
- 2002 : Tres pájaros : Gregorio Rellán
- 2004 : Jennifer's Shadow : Darío Baredevil
- 2006 : Las manos : Monseñor Alessandri
- 2006 : Se dice amor (série télévisée) : Duilio Murúa
- 2007 : ¿De quién es el portaligas? : Comodoro
- 2009 : Silencios : le père d'Inès
- 2009 : Horizontal/Vertical : Aldo